# Seiz Avel
Pour les articles homonymes, voir Avel.
Le Seiz Avel est un  cotre  aurique, réplique d'un langoustier de Camaret. C'est un voilier conçu pour la plaisance.

Son port d'attache actuel est dans l'Aber-Ildut.

## Histoire
Le Seiz Avel a été construit en 1984 par Dominique Croguennoc sur un plan du charpentier de marine François Vivier. C'est une réplique inspir des cotres langoustiers de Camaret.
Il a participé à différentes éditions des Fêtes maritimes de Brest : Brest 1996, Brest 2000, Brest 2004, Brest 2008 et aux Les Tonnerres de Brest 2012.

## Caractéristique
C'est un cotre à 1 mât (voile au tiers) avec une grand-voile, une trinquette et un foc sur bout-dehors.